# ورزشگاه نوا کرئو آلتا

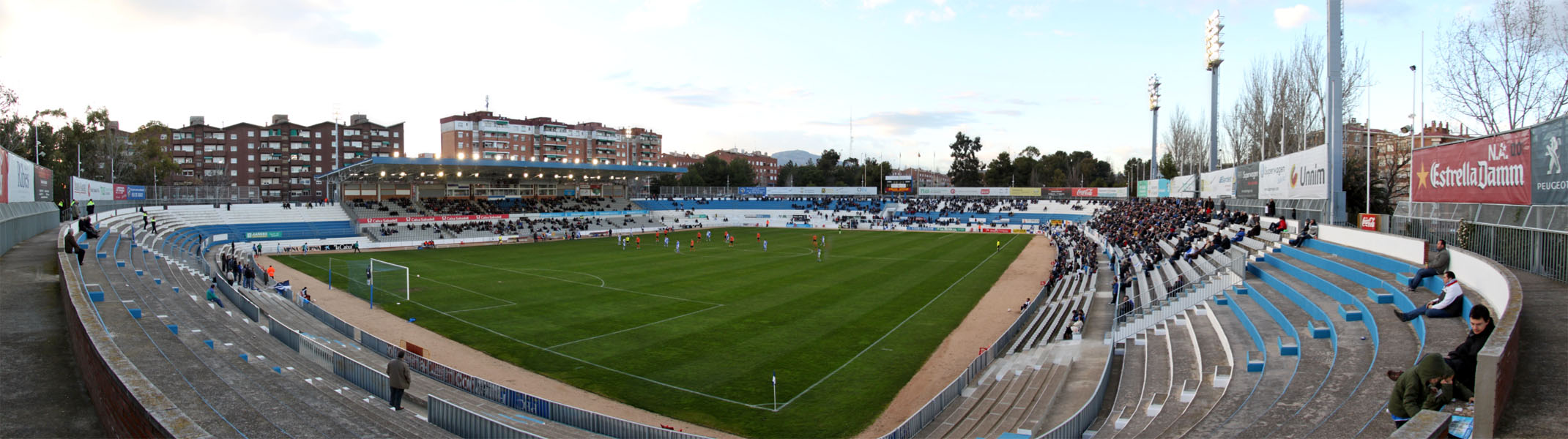
نمایی از ورزشگاه نوا کرئو آلتا - ۲۰۱۱

ورزشگاه نوا کرئو آلتا (به اسپانیایی: Estadi de la Nova Creu Alta) با ظرفیت ۲۰٬۰۰۰ نفر یکی از ورزشگاه‌های فوتبال کشور اسپانیا است که در شهر سبادل ایالت کاتالونیا واقع شده‌است. این ورزشگاه در سال ۱۹۶۷ بازگشایی شد و در حال حاضر بازی‌های خانگی باشگاه فوتبال سابادل در آن برگزار می‌گردد.